# Chalcomitra senegalensis
Chalcomitra senegalensis là một loài chim trong họ Nectariniidae. Loài chim này sinh sống ở các khu vực châu Phi cận Sahara, và từ Nam Sudan đến Nam Phi.

## Phân bố
Phạm vi phân bố của loài chim này ở Angola, Benin, Botswana, Burkina Faso, Burundi, Cameroon, Central African Republic, Chad, Cộng hòa Dân chủ Congo, Eswatini, Bờ Biển Ngà, Eritrea, Ethiopia, Gambia, Ghana, Guinea, Guinea-Bissau, Kenya, Malawi, Mali, Mauritania, Mozambique, Namibia, Niger, Nigeria, Rwanda, Senegal, Sierra Leone, Nam Phi, Sudan, Tanzania, Togo, Uganda, Zambia, và Zimbabwe.

## Hình ảnh

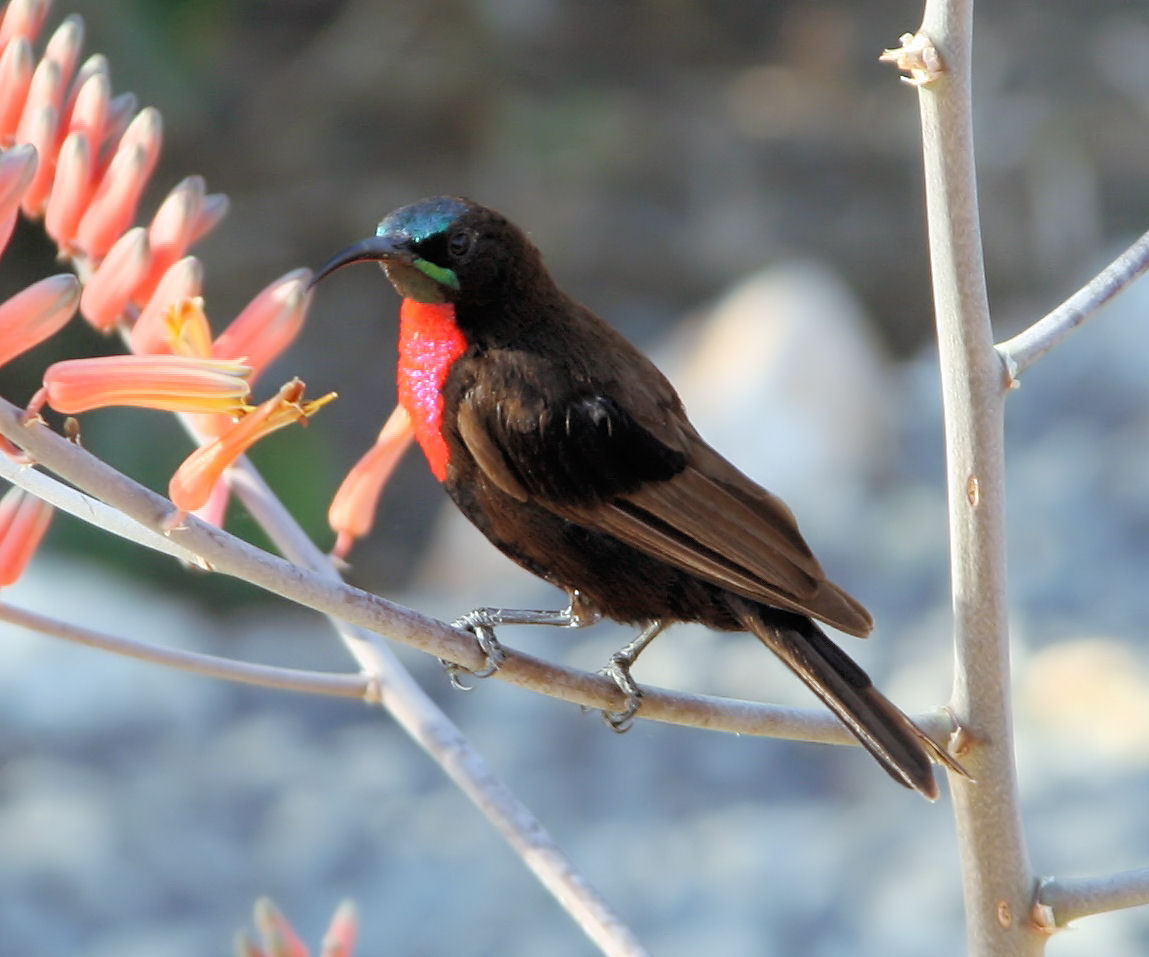
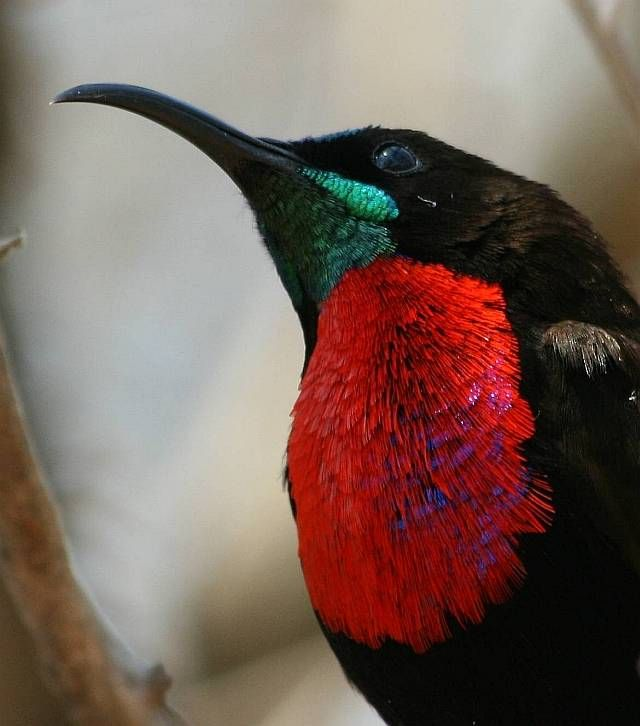

## Mô tả
Loài chim này có bề ngoài tương tự như hút mật Hunter, với những con trống trưởng thành có bộ ngực màu đỏ đỏ đặc trưng và một mảng màu xanh lục óng ánh trên đỉnh đầu. Chim mái có màu nâu sẫm không có chỏm lông mày. Chúng sinh sống trong rừng và vườn, ở độ cao lên đến 2400 m. Thân dài 13–15 cm, chim trống cân nặng 7,5-17,2 gram, chim mái cân nặng 6,8-15,3 gram.